# 管辖与约束理论
在理論語言學裡生成文法的框架下，管辖与约束理论由乔姆斯基在20世纪八十年代构建，隶属于语法学和句构造文法（被认作是依存文法的对立）的范畴，被认作是转换—生成文法中的第二重要理论。在这一构建模型下，语法被认作是个体词汇加之其思想和行动的表现。这一理论是对他早期理论彻底的修订，并在最简方案（1995）以及之后的论文中中再次被修订，最近一次应该是在《语言构造的三个要素》（2005）一书中修订。

## 概要
确切来说，这一理论所指的是两个附属核心理论：约束，作为一个抽象的句法关系，适用于句法中“格”的分配；管辖，主要用于解决代词与其共同指代的表达之间的关系。此理论是第一个基于语言的原理和参数模型的理论，这也为最简方案的后期发展提供基础。
在分析树中，
“管辖”的定义：𝝰统领𝝱，当且仅当𝝰对𝝱进行c-command且𝝰𝝱之间不存在任何的障碍。
“约束”的定义：𝝰约束𝝱，当且仅当𝝰对𝝱进行c-command且𝝰𝝱之间存在有序的排列和所属关系。